# Johan Lange
Pour les articles homonymes, voir Lange.
Johan Martin Christian Lange (né le 20 mars 1818 à Ødstedgaard, Fredericia, mort le 3 avril 1898 à Copenhague) était un botaniste danois.
Lange était professeur à Copenhague. Il est l'auteur des volumes 44 à 51 (1858 à 1883) de l'ouvrage Flora Danica.